# São Domingos das Dores
São Domingos das Dores is een gemeente in de Braziliaanse deelstaat Minas Gerais. De gemeente telt 5.418 inwoners (schatting 2009).

## Aangrenzende gemeenten
De gemeente grenst aan Imbé de Minas, Inhapim en São Sebastião do Anta.